# Sancti-Spíritus (Badajoz)
Sancti-Spíritus es un municipio español, perteneciente a la provincia de Badajoz (comunidad autónoma de Extremadura).

## Situación
Cercana a la sierra del Cuchillo y de la Navaja, esta villa de la comarca de La Siberia tiene buena parte de su término municipal inundado por el embalse de La Serena (uno de los mayores de Europa) lo que hace que el paisaje contraste entre la agreste sequedad y la abrumadora cantidad de agua del pantano. Pertenece al partido judicial de Herrera del Duque.
| Noroeste: Puebla de Alcocer y Esparragosa de Lares | Norte: Siruela                    | Noreste: Siruela         |
| Oeste: Esparragosa de Lares                        |                                   | Este: Risco (Badajoz)    |
| Suroeste: Cabeza del Buey                          | Sur: Peñalsordo y Cabeza del Buey | Sureste: Risco (Badajoz) |

## Historia
Legendario es su sin duda particular nombre. Al parecer, un religioso construyó un oratorio en el preciso lugar en el que se encontraba un olivo donde siempre una paloma, representación del Espíritu Santo según interpretó, se posaba para llamar su atención. Ese lugar es ahora el mismo de la iglesia parroquial de la localidad. Este topónimo está documentado desde el siglo XVI.
A la caída del Antiguo Régimen la localidad se constituye en municipio constitucional en la región de Extremadura. Desde 1834 quedó integrado en el partido judicial de Puebla de Alcocer. En el censo de 1842 contaba con 173 hogares y 646 vecinos.

## Demografía
Sancti-Spiritus cuenta con una población de 145 habitantes (INE 2024).
| Gráfica de evolución demográfica de Sancti-Spiritus entre 1842 y 2021                                                                                                  |
| |
| Población de derecho según los censos de población del INE. Población de hecho según los censos de población del INE.En este censo se denominaba Santi Spiritus: 1842. |

## Fiestas
En Sancti-Spíritus se celebran las siguientes fiestas:
- Fiesta de San Antonio (13 de junio), en cuyo honor se realizan ofrendas y subastas. En su celebración, el Hermano Mayor de la Cofradía invita a todos los hermanos de la Cofradía a chocolate y dulces caseros.
- Fiestas del Santo Cristo del Consuelo (del 13 al 15 de septiembre). En estos días, además de la procesión, hay novilladas, suelta de vaquillas por las calles, ofrendas florales al Patrón, verbenas nocturnas y a través de la Asociación de Mujeres y en colaboración con el Ayuntamiento se realizan actividades varias como exposiciones, concursos, excursiones, actividades culturales varias (como concurso de poesía y teatro), y deportivas, incluso un partido de solteras contra casadas.
- Fiesta de San Gregorio (9 de mayo). Cada año corresponde a dos hermanos de la Cofradía realizar la ofrenda correspondiente al santo y en su honor, invitar a una comida y cena. Es de destacar en esta fiesta, que dos personas, un tamborilero y otra persona que porta el pendón, desde primera hora de la mañana recorren la localidad haciendo sonar el tambor, para casa por casa y por orden de inscripción en la Hermandad, recoger a cada uno de los Hermanos de la Cofradía.
- Fiesta del Espíritu Santo (durante el mes de junio).

## Monumentos
Iglesia parroquial católica bajo la advocación de El Espíritu Santo, en la archidiócesis de Mérida-Badajoz. Se eleva en el centro de la localidad, constituyendo su hito más significado. Constructivamente es obra de mampostería encalada, de origen mudéjar, con atractiva composición formal en la que destaca el elevado arco porticado que se abre en la base de la torre fachada, que aloja la portada frontal.
El conjunto del caserío queda compuesto por pequeñas edificaciones de modelo campesino con muros encalados, entre las que destacan algunas de mayor presencia, como la casa señorial de ornamentada fachada barroca, situada no lejos de la parroquia, en la calle Real.
Elemento muy representativo de la localidad, que denota su antiguo carácter de villa, es el viejo rollo o picota que se conserva en las proximidades de la iglesia: se trata de una columna de mampostería encalada, sobre triple grada de ladrillo, de acusado pintoresquismo por su sabor popular.

## Gastronomía
Variedad y calidad son las características principales de la cocina de Sancti Spiritus. Empezamos nombrando las elaboraciones culinarias basadas en el guiso de los peces, sobre todo barbos, black-bass y carpas que tanto abundan en las cercanas corrientes fluviales y embalse de la Serena.
Cocinados en casa y si el pez es una pieza grande, se suelen poner en estofado, al horno o con el adobo a base de buen vinagre, aceite de oliva y un poco de pimentón. Si se trata en cambio, de una pieza pequeña, es más usual prepararlos fritos, en ajo, en pisto, en salmorejo o escabechados. Y cuando se cocinan a orilla del agua, son asados normalmente, con leña de atarfe, tamujas o encinas, sin más aditamentos que unos granos de sal.
También son destacables los platos de caza menor: conejo y liebre, principalmente, resultando dos platos muy conocidos el conejo al ajillo y la liebre con arroz.
En el apartado de carnes, también se prepara la caldereta de cordero y el cochinillo.
Y por último, en repostería: rosquillas, flores, canutos, buñuelos y unos riquísimos mantecados almendrados y bañados en miel.

## Personas destacadas
- Sinforiano Madroñero: Alcalde de la ciudad de Badajoz hasta 1936, en que fue fusilado por las tropas franquistas, tras la toma de la ciudad por el Bando sublevado.